# 客家電視台節目列表
以下為客家電視台所播出的節目列表。

## 新聞節目
| 節目名稱     | 主持人         | 節目介紹 |
| 客家新聞雜誌 | 許儷齡、劉宜頻 | 單元式的新聞專題報導節目，單元式的新聞專題報導節目。其中「行入六堆庄」系列報導獲得2007年客家新聞獎電視類新聞採訪報導獎。「聚焦西馬」系列報導、「搶水風雲」系列報導，曾入圍卓越新聞獎電視新聞專題新聞獎。 |
| 村民大會     | 吳詩禹         | 座談式的公共議題政論節目。 |
| 聚焦國際     | 廖期錚         | 單元和訪談式國際新聞及時事論壇節目，取代原國際客窗節目。 |
| 高峰客家力   |                | 邀集國內外知名客籍企業人士分享創業成功經歷。 |
| 客話新聞     |                | 時任主播吳奕蓉曾獲2008年、2009年客家新聞獎電視類新聞播報獎，「台灣情客家水」系列報導、「台灣日光燈關廠事件」、「悠然見閩客」系列報導、「聚焦西馬」系列報導、「璞玉，誰的玉？」、「他山之石—前進愛爾蘭」系列報導，均曾獲客家新聞獎電視類新聞採訪報導獎。「悠然見閩客」系列報導並曾獲2009年兩岸新聞報導獎電視新聞報導獎。另外「走出家暴陰影－劉丁妹」系列報導獲得內政部「家庭暴力、性侵害、性騷擾及兒少保護事件優質新聞獎」電視新聞類優質新聞獎、教育部「創造性別平等文化年度媒體作品評選」電子影音媒體組銅質獎。「老闆，還我錢—華隆罷工事件紀實報導」獲得電子媒體類忠實報導獎。 |
| 客庄走透透     | 謝宗蕙、吳怡君 | 由每日三節新聞重新編輯的軟性新聞報導節目，著重地方慶典活動與風土民情的報導。 |

## 戲劇節目
客家電視台從2007年開始強化連續劇製作，品質與口碑在戲劇界打出名號，每年都在國內外戲劇獎項大有斬獲。尤其2009、2010、2011連續三年獲得金鐘獎戲劇節目最佳編劇獎三連勝紀錄。2009年于新加坡亞洲電視獎獲得三項大獎，是台灣多年來在這個獎項的最佳表現。
關於客家電視台電視劇、電視電影完整列表，請見：Template:客家電視電影院、Template:客家電視電影院
| 戲劇名稱                   | 備註 |
| 《老嫩大細》               | 羅時豐、林曉培、戴士堯、陳喬恩、曾超等人主演，客家電視台開台大戲，也是台灣第一部純客語發音的八點檔連續劇。 |
| 《戀戀舊山線》             | 杜榮峰、林志儒導演，莊凱勛、尹馨、林鴻翔、溫吉興、郎祖筠等人主演。 |
| 《肉身蛾》                 | 改編自青年作家高翊峰同名小說，林志儒導演，黃采儀、林浿安、楊宗樺等人主演，2006年獲得電視金鐘獎迷你劇集最佳節目獎、最佳編劇獎與最佳女配角獎。 |
| 《魯冰花》                 | 鍾肇政同名經典小說改編之電視劇，吳中天、鍾欣怡、朱陸豪、吳政迪、黃湘婷等人主演，2007年，飾演古茶妹的黃湘婷首次演出即獲得電視金鐘獎戲劇節目最佳女配角獎。                                                                                             |
| 《幸福派出所》             | 林志儒導演，溫昇豪、徐麗雯、莊凱勛等人主演。 |
| 《美味滿樓》               | 洪智育導演，陳盈潔、朱陸豪、洪綺陽、李若彤、游詩璟等人主演。 |
| 《大將徐傍興》             | 客家電視台首部自製八點檔連續劇，林志儒、蔣孝力導演，溫昇豪、謝瓊煖、王琄、溫吉興等人主演，劇情為有「台灣外科第一刀」之稱、也是台灣棒球重要推手、美和中學創辦人徐傍興醫師的故事，其中王琄獲得2008年電視金鐘獎戲劇節目女配角獎。                       |
| 《菸田少年》               | 改編自吳錦發原著小說《青春三部曲》，張修誠導演，張善為、高蕾雅、羅瑤、藍葦華、陳正偉、吳震亞等人主演，全劇於高雄美濃實景拍攝。入圍金鐘獎最佳戲劇、最佳編劇、張善為也以此劇首次入圍最佳男主角。                                                       |
| 《花樹下的約定》           | 首部客家青春偶像劇，蔣孝力導演，黃玉榮、陳靖婕、王琄、許仁杰、亞里、張書偉等人主演，除於新竹竹東取景外，並首度前往馬來西亞沙巴拍攝。 |
| 《神祕列車》               | 藍葦華、唐川等人主演，敘述一列不在時刻表上的列車所引起的故事，其中唐川獲得2008年電視金鐘獎迷你劇集男配角獎。 |
| 《劉三妹》                 | 小劇場風格的單元劇，由劉亮延、魚果等人主演，獲得2008年電視金鐘獎美術設計獎。 |
| 《彩色寧靜海》             | 王啟在導演，溫昇豪、徐堰鈴、小林優美、黃采儀、丁寧等人主演，描寫客籍畫家潘朝森人生故事。 |
| 《月滿水沙漣》             | 張修誠導演，張雁名、亞里、張書偉、郎祖筠、梅芳、林鴻翔等人主演，於南投日月潭周邊地區拍攝，並將當地製茶產業發展融入劇情。 |
| 《女仨的婚事》             | 周曉鵬導演，劉瑞琪、謝瓊煖、洪瑞襄、尹馨、曾國城主演，描寫一母三女各自不同的感情與婚姻故事，劉瑞琪獲得2009年電視金鐘獎戲劇節目女主角獎、本劇獲得戲劇節目編劇獎。                                                                                     |
| 《桂花釀》                 | 黃金鶯導演，梅芳、徐麗雯、陳正偉主演，以苗栗南庄的桂花為引的動人故事，獲得2009年亞洲電視獎最佳單集戲劇或電視電影（Best Single Drama or Telemovie Programme）評審團特別推薦。                                                                         |
| 《三春風》                 | 馬西宇導演，孔鏘、陳慕義、童毅軍、楊宗樺主演，為黑色喜劇風格的小品，獲得2009年亞洲電視獎最佳單集戲劇或電視電影（Best Single Drama or Telemovie Programme）優勝。楊宗樺入圍金鐘獎最佳男配角獎                                                         |
| 《一八九五 乙未》          | 由同名電影重新剪輯製作的電視劇版本，洪育智導演，溫昇豪、楊謹華、張書豪等人主演，獲得2009年電視金鐘獎攝影獎、亞洲電視獎最佳劇集（Best Drama Series）優勝。                                                                                            |
| 《十里桂花香》             | 梁修身導演，曾寶儀、王琄、樊光耀、黃玉榮、梁正群等人主演，首次將知名餐廳「鼎泰豐」創業故事搬上螢光幕。 |
| 《流漂子》                 | 范植偉、黃玉榮、林健輝、夏于喬、胡盈禎、徐樂眉、包小柏、胡瓜等人主演，劇情以永康街知名芒果冰店為題裁。 |
| 《牽紙鷂的手》             | 許肇任導演，吳中天、陳靖婕、鄧志鴻、林志儒、王月等人主演，是一部以中輟學園為題材的連續劇。入圍2010年電視金鐘獎七項獎項，獲得三項大獎，其中巫建和獲得2010年電視金鐘獎戲劇節目男配角獎。                                                               |
| 《源》                     | 改編自張毅同名原著小說，賴水清、黃偉傑導演，張善為、徐麗雯、莊凱勛等人主演，敘述苗栗客籍先民挖鑿亞洲第一口油井的故事。男主角張善為獲得2010年亞洲電視獎戲劇類最佳男主角（BEST DRAMA PERFORMANCE BY AN ACTOR IN A LEADING ROLE）評審團特別推薦。       |
| 《春天愛唱歌》             | 首部大埔腔單元劇，由邱晨、亞里、盧葦等人主演。 |
| 《討海人》                 | 唐川、林若亞等人主演，張晉榮導演，敘述客家討海人故事，全劇於小琉球取景拍攝，並入圍2010年電視金鐘獎四項獎項，獲得最佳單元劇、最佳編劇，最佳男主角獎唐川等三項大獎。                                                                                   |
| 《轉屋下》                 | 涂百鋒、洪綺陽、羅思琦等人主演，姜博陞導演，敘述一場在文化衝突下的喪禮，入圍2010年首爾電視節最佳導演獎。 |
| 《上家下屋》               | 郎祖筠、胡寧遠導演，由范瑞君、楊宗樺、羅思琦等資深演員，搭配第一屆客家演員訓練班學員演出的連續劇，為一部全棚內搭景拍攝的情境喜劇。 |
| 《雲頂天很藍》             | 李鼎導演，瑤涵沂、張書偉、古斌、唐川、童毅軍等人主演，是一部以偏遠小學校廢校問題、外配子女、隔代教養為主題的連續劇。本劇獲得2011金鐘獎最佳戲劇獎及最佳編劇獎（黃雨佳）兩項大獎，同時入圍最佳導演、最佳女主角瑤涵沂（陳靖婕）、最佳男配角古斌等大獎。 |
| 《醬園生》                 | 朱莉莉導演，莊凱勛、莫子儀、徐麗雯、張靜之、朱蕾安等人主演，以醬油產業故事為題材的連續劇。 |
| 《嫁掉頭家娘》             | 入圍亞洲電視獎最佳單集戲劇或電視電影（Best Single Drama or Telemovie Programme）。 |
| 《老伴》                   | 入圍金鐘獎最佳女配角、最佳編劇獎 |
| 《免費搭乘》               | 入圍金鐘獎最佳單元劇、最佳編劇獎。古斌、楊宗樺主演 |
| 《阿戇妹》                 | 林志儒導演，黃采儀、黃健瑋、許仁杰、廖苡喬、王琄、吳中天、賈孝國等人主演。本劇獲得2012金鐘獎最佳男配角獎（賈孝國），同時入圍最佳戲劇、最佳導演、最佳編劇、最佳女主角、最佳男主角等大獎。                                                             |
| 《神仙谷事件》             | 邱皓洲導演，張書偉、許仁杰、高靖榕、鍾瑤、朱陸豪、陳文彬、羅北安等人主演。入圍2012金鐘獎燈光獎。 |
| 《飆！企鵝里德》           | 王傳宗導演，吳政迪、莊凱勛、朱蕾安、祝釩剛、李康逢、徐韻庭等人主演。入圍2012金鐘獎最佳導演獎。 |
| 《交錯》                   | 尹馨、高盟傑、許亞琦等人主演。入圍2012金鐘獎最佳女配角獎。 |
| 《死神卡卡》               | 入圍2012亞洲戲劇獎最佳喜劇節目獎。 |
| 《黃金稻浪》               | 葉鴻偉導演，鄧志鴻、徐麗雯、古斌、王少偉等人主演。是一部以稻米生產為主題的戲劇作品。 |
| 《陂塘》                   | 張晉榮導演，唐川、林若亞、高慧君、丁春誠等人主演。是一部以陂塘為故事背景的推理戲劇。 |
| 《在河左岸》               | 陳長綸導演，嚴藝文、王耿豪、徐麗雯、謝瓊煖、林嘉俐、傅小芸等人主演。以1970到1990年代的新北市三重區為故事背景。 |
| 《三隻小蟲》               | 何昕明導演，黃書維、李英宏、鍾政均、王湘涵、王淯等人主演。講述三個昆蟲系大學生在大三最後一個暑假，如何確立自己的蛻變，轉換成熟，準備好未來入社會的成年歷程。                                                                                         |
| 《新丁花開》               | 李志薔導演，朱芷瑩、藍葦華、高尹辰、許亞琦、施名帥、柯奐如等人主演。本劇改編自方梓的小說《來去花蓮港》。 |
| 《出境事務所》             | 許肇任導演，吳慷仁、黃姵嘉、林雨宣、郭鑫、邱德洋等人主演。以禮儀事業為主題，探討多數人不願面對的死亡課題。 |
| 《落日》                   | 邱晧洲導演，朱陸豪、單承矩、鄧九雲、張書偉、高英軒、樓學賢、高允漢、楊閔等人主演。以台灣知名法醫楊日松經手真實案件為依據的傳記式警匪推理劇集。 |
| 《黑盒子》                 | 邱晧洲導演，張書偉、朱芷瑩、何蓓蓓、單承矩、藍葦華等人主演。將新聞報導比喻為飛行紀錄器「黑盒子」，以新聞媒體界為主舞台的一部懸疑驚悚電視電影。 |
| 《谷風少年》               | 周曉鵬導演，游君萍、吳政迪、林雨宣、許仁杰、徐麗雯等人主演。從谷風中學探討國中生會遇到的各種生命課題。 |
| 《台北歌手》               | 莫子儀、黃姵嘉、楊小黎主演。講述台灣第一才子、左派作家及共產黨員呂赫若的故事。 |
| 《日據時代的十種生存法則》 | 林宏杰導演， 吳政迪、石知田、張寗等人主演。2019年台灣文學戲劇。本劇改編自賴和所著作的五部經典文學作品《豐作》、《浪漫外紀》、《一桿稱仔》、《前進》、《蛇先生》。                                                                                    |
| 《大桔大利闔家平安》       | 林志儒導演，吳奕蓉、彭浩秦、江承益、官賢妹、范姜泰基等人主演。以探討長照議題、弱勢家庭及女性追求幸福的故事。 |
| 《女孩上場》               | 吳宗叡導演，由張瑀希、蔡嘉茵、徐瑞蔆、高倩怡、李蕙蓉、蔡佳芸、林小嬋、邱思婷、邱愷芯、張翰、吳奕蓉、范姜泰基、高英軒、徐淳耕等主演。臺灣首部以女子高中籃球為主題戲劇。                                                                               |

## 傳統戲曲
| 節目名稱     | 備註 |
| 《客人》     | 李文勳主演，敘述清康熙年間客家人渡海來台灣奮鬥打拚的故事，以住在福建永定懷遠土樓的少年劉雙安為劇情發展主軸人物。               |
| 《碧血芙蓉》 | 李文勳主演，劇情講述百年前新竹「北埔事件」，不僅還原當年客家人與賽夏族聯手抗日的真實事蹟，也呈現大隘地區的風俗文化與自然生態。 |

## 布袋戲（詔安腔）
| 節目名稱           | 備註 |
| 《西螺七崁阿善師》 | 由曾超製作主演，客台的第一部古裝動作大戲，描述雲林西螺傳奇人物阿善師生平故事。                                                 |
| 《小猴金寶貝》     | 故事以「小金」與「小猴」為主角，以詔安客家先民由來故事，融入除暴安良、提倡環保、導正惡習等內容，播出時間為每週六早上10點30分。 |

## 綜藝、音樂節目
| 節目名稱                 | 備註                                                                                                   |
| 《鬧熱打擂台》           | 客家電視台開台節目之一，由羅時豐、朱海君主持，為歌唱選秀比賽型態的節目。有「客家五燈獎」之稱。         |
| 《台灣情 客家歌》        | |
| 《我的頭腦會轉彎》       | 最早是由洪綺陽主持，之後改為湯運煥(東東)、謝麗金搭檔主持，為益智競賽型態的節目。已播畢。               |
| 《台灣客翻天》           | 謝宇威、馬修連恩主持，為外景訪問式的音樂節目。已播畢。                                                 |
| 《客家新樂園 Hot Music》 | 謝宇威、彭佳霓主持，為在棚內錄製精緻單歌表演的節目。取代《哈客音樂瘋》節目。入圍2012金鐘獎綜藝節目獎。 |
| 《十分客家》             | 棚內錄製的精緻音樂節目，每日播出數次，以每次短短十分鐘（後改為五分鐘）介紹各類型客家音樂。             |
| 《快樂來唱歌》           | 走訪各地客庄錄製的外景歌唱節目，由民眾表演各類客家歌曲。蕭佩茹（原為彭玉芝）主持                       |
| 《後生共和國》           | 張善為主持，兩代對談節目。已播畢。                                                                     |
| 《客氣什麼呀》           | 張善為、向語潔（後為陳韋馨）主持，為分隊競賽型態的節目。                                               |

## 生活資訊節目
| 節目名稱           | 備註 |
| 《衝出生命力》     | |
| 《健康生活好煮意》 | 湯運煥(東東)、詹芸主持的客家美食節目。已於2009年播畢。 |
| 《福氣來了》       | 鍾依芹主持、林鈺婷、羅亦娌。原名《福氣來了一朝晨》，是針對銀髮族規劃的健康資訊節目，播出時間為週一至週五下午4點。                                                                                         |
| 《廚房的幸福味道》 | 陳若萍主持，以類戲劇、訪談及現場烹調示範相互搭配，介紹當集來賓記憶中的一道菜的故事。 |
| 《59庄幸福快樂行》 | 以單車旅遊為主題，由主持人陳秀莉帶領觀眾走訪各地客庄。 |
| 《旅行好食客》     | 金金（范時軒）、金虎主持，以尋訪各地美食為主，並由金虎在節目中示範創意料理。 |
| 《客家安可》       | 由許仁杰主持的行腳節目，以客家年輕人的觀點，走訪並體驗客庄產業。 |
| 《客庄好味道》       | 由陳明珠（原為瑤涵沂）主持的行腳節目，以客家年輕人的觀點，走訪各地客庄廚藝達人，發掘傳統與現代的客家好味道，播出時間為週一晚間9點。曾獲得2012金鐘獎行-腳節目獎，並入圍行腳節目主持人獎（瑤涵沂,陳明珠）。 |
| 《作客他鄉》       | 出訪世界各地介紹當地客家人生活情形，後轉型為海外行腳節目，由主持人羅亦娌、謝安琦、鍾其翰、巫宗翰等人，帶領觀眾走訪世界各地。曾入圍2011、2012金鐘獎行腳節目獎。                                            |
| 《食在料理王》     | 由張馨月、邱晉為（小虎）所主持的料理PK節目。 |

## 人文紀錄節目
| 劇名               | 備註                                                         |
| 《台灣親NagˋNagˋ》 | 張善為所主持的行腳節目，NagˋNagˋ在客語裡有親暱、親密的意思。 |
| 《客家人有名堂》   | 由鐘昀呈（小鐘）所主持的行腳節目，是以「堂號」為主題的節目。 |
| 《從古玩到精》     | 由戴家昀（ELMO）所主持的行腳節目。                           |
| 《幕後有意思》     | 由前主播吳奕蓉主持，講述舞台藝術幕後甘苦的節目。             |

## 教育文化節目
| 節目名稱                   | 備註 |
| 《日頭下．月光光》         | 以客語五腔調演出的傳統說唱藝術節目，由羅亦娌主持，主要角色有「日頭哥」唐川、「月光姐」謝小玲、「春泉哥」張春泉等人，新近又有新生代藝人徐佑驊、羅月秀、古家寧、徐淳耕、林方世、宋明翰等加入陣容，播出時間為每週日晚間6點30分。曾獲得2008年電視金鐘獎教育文化節目獎、台灣媒體觀察教育基金會國人自製兒童暨青少年優質節目五星獎。 |
| 《13響：客家青年築夢故事》 | 紀錄行政院客委會「築夢計畫」成員赴海外圓夢過程。 |
| 《1394打戲路》             | 經公開徵案選出，由地方文史工作者或素人拍攝的紀錄片，目前已舉辦六屆。 |
| 《世紀的寶貝》             | 以客家耆老為紀錄對象拍攝，被紀錄者多為行政院客委會「客家貢獻獎」得主。曾入圍2009、2011台灣國際女性影展，2011台灣國際民族誌影展。 |
| 《我的客家新朋友》         | 徐智俊主持，介紹台灣各地不為人所熟悉但各有特色的客家人物。 |
| 《客話英文大家講》         | 由補教英文名師徐薇主講，每集介紹一句客語俗諺，及意義相近的英文諺語；已播畢。 |
| 《行過八月八》             | 為紀錄八八災後重建的紀錄片，兩年共播出十集，前入圍2011金鐘獎教育文化節目獎及NHK日本賞。 |
| 《百年斯文》               | 為民國百年特別製作的紀錄片，回顧百年客家發展史。 |
| 《跟著賴和去壯遊》         | 林靖傑導演，由六名彰化高中及彰化女中同學，追溯百年前賴和由台北返彰化路線的紀錄片，獲得2012金鐘獎最佳剪輯獎，另入圍音效獎。另出版有同名書籍，並於全國高中職校展開巡迴放映。 |

## 兒童暨青少年節目
| 節目名稱           | 備註 |
| 《大細e點通》      | 由湯運煥(東東)、徐嘉君主持，以討論各式各樣生活中會遭遇到的問題辯論型態的節目。2006年10月5日獲台灣媒體觀察教育基金會推薦為第四季優良兒少節目。 |
| 《奧林P客》        | 由郎祖筠、徐淳耕（原為夏克立、謝宣圻）主持的遊戲競賽型態兒童節目，2007年、2008年獲得電視小金鐘獎最佳母語兒童及少年節目獎，2008年、2009年、2010年獲得台灣媒體觀察教育基金會國人自製兒童暨青少年優質節目五星獎，2010年獲得台灣國際兒童影展最佳台灣電視節目獎，並曾入圍芝加哥國際兒童影展、慕尼黑兒童雙年影展、聖地牙哥亞洲影展、日本賞等。播出時間為週三至週五晚間6點。 |
| 《ㄤ牯ㄤ牯咕咕咕》 | 以客語五腔調播出的偶劇節目（加入一客語腔調南四縣），主角為四隻布偶：恁靚姐、大牯、小牯、小鵰，並穿插雞超人動畫及律動時間，獲得2008年、2010年台灣媒體觀察教育基金會國人自製兒童暨青少年優質節目五星獎。播出時間為週一至週五上午11點15分及下午5點15分。 |
| 《遊客家搞科學》   | 針對國中青少年規劃的科學知識節目，由游詩璟主持，獲得2008年台灣媒體觀察教育基金會國人自製兒童暨青少年優質節目五星獎。 |
| 《搞就一條線》     | 針對國中青少年規劃的知識節目，由鍾依芹主持，獲得100年電視金鐘獎兒童少年節目主持人獎，播出時間為週日19點30分。 |
| 《小O事件簿》      | 從兒童觀點討論國內外新聞事件的知識節目，由向盛言主持，播出時間為週六19點30分。 |
| 《麼个麼个》       | 鍾依芹、吳政迪主持。幼兒語言教學節目，透過音樂律動、歌唱唸謠、原創故事和美勞手作，用貼近生活的方式幫助孩童學習母語。 |
| 《喔走！48小時》   | 兒童戶外實境節目，也是一個合作與競爭、看實力也靠運氣的戶外競賽；從來自全台灣上百位的兒童海選，離開家兩天，經過48小時的競賽之後，只有一半的同學可以留下來參加下一次的錄影。播出時間為週一18點。 |

## 公眾近用節目
| 節目名稱       | 備註                                                                      |
| 《風神舞台》   | 每週日早上10點30分播出。                                                  |
| 《與觀眾有約》 | 自2009年底開始播出，每半年製播一次，以現場Call-in方式，邀請觀眾提供建言。 |